# Svantjärnen (Särna socken, Dalarna, 684021-137263)
Svantjärnen är en sjö i Älvdalens kommun i Dalarna och ingår i Dalälvens huvudavrinningsområde.